# Fatty's Deception
Fatty's Deception è un cortometraggio muto del 1913 diretto da Pat Hartigan e interpretato da Ruth Roland e Marshall Neilan.

## Produzione
Il film, prodotto dalla Kalem Company, fu girato a Santa Monica.

## Distribuzione
Distribuito dalla General Film Company, il film uscì nelle sale cinematografiche statunitensi il 4 aprile 1913. 
Nelle proiezioni, veniva programmato con il sistema dello split reel, accorpato in un'unica bobina con un altro cortometraggio prodotto dalla Kalem, il documentario New York's Public Markets.